# Łaszew (województwo wielkopolskie)
Łaszew – wieś w Polsce położona w województwie wielkopolskim, w powiecie pleszewskim, w gminie Pleszew.
W latach 1975–1998 miejscowość administracyjnie należała do województwa kaliskiego.